# Eurychone
Eurychone – rodzaj roślin z rodziny storczykowatych (Orchidaceae). Obejmuje dwa gatunki występujące w tropikalnej części Afryki. Rośliny można znaleźć w: Angoli, Kabindze, Kamerunie, Kongo, Demokratycznej Repubice Konga, Gabonie, Ghanie, Gwinei, na wyspach Zatoki Gwinejskiej, na Wybrzeżu Kości Słoniowej, Liberii, Nigerii, Sierra Leone, Togo, Ugandzie. Są to rośliny epifityczne.

## Morfologia
Pędy nagie o pokroju monopodialnym. Łodygi proste i skrócone. Liście rozpostarte, szeroko podługowatoeliptyczne, jajowatoeliptyczne lub językowate, na wierzchołku rozwidlone na nierównej wielkości końce. Kwiatostany wyrastają z kątów liści, składają się z 2-12 kwiatów. Są luźne, zwisające, krótsze od liści, z przysadkami drobnymi. Kwiaty białe, zielone i fioletowobrązowe lub różowe, okazałe i pachnące, ale o listkach cienkich. Listki okwiatu wolne, wąskoeliptyczne, zaostrzone, wzniesione lub rozłożyste. Warżka całobrzega lub niemal całobrzega, ostroga stożkowata, zwężona pośrodku, powyżej dęta i lekko lub silnie stawowata. Prętosłup krótki i szeroki, wyprostowany; rostellum duże, językowate, ścięte do obrzeżonego. Pylnik kapturkowaty, zaokrąglony z wycięciem na wierzchołku. Pyłkowiny dwie, szerokoelipsoidalne, obie przyczepione długimi, równowąskimi uczepkami do dużej, podłużnej lub jajowatej tarczki nasadowej (łac. viscidium).

## Systematyka
Rodzaj sklasyfikowany do podplemienia Angraecinae w plemieniu Vandeae, podrodzina epidendronowe Epidendroideae, rodzina storczykowate Orchidaceae.
Wykaz gatunków
- Eurychone galeandrae (Rchb.f.) Schltr.
- Eurychone rothschildiana (O'Brien) Schltr.